# Amharové
Amharové jsou etnická skupina žijící převážně ve střední Etiopii. Svým počtem 19,9 milionů tvoří 26 % obyvatel země. Rodnou řečí Amharů je amharština, jež je také jediným uznávaným oficiálním jazykem Etiopie. Amharové jsou dominantní silou politického i ekonomického života Etiopie.

## Pojmenování Amharů
Jaký je původ názvu amharského etnika je stále součástí debat. Podle některých badatelů název vznikl ze slova "amari", jež znamená "půvabný, milý, krásný, laskavý" nebo také slova "mehare" znamenající laskavý. Naproti tomu někteří etiopští historikové jako např. Getachew Mekonnen Hasen říká, že je původ jména Amharů spojen s himyaritským královstvím. Jiní se zase domnívají, že je název odvozen ze starověkého jihosemitského jazyka, nazývaného Ge'ez, ve kterém by slovo "amhara" mohlo znamenat "svobodní lidé" ("am" znamená "lidé" a "h.ara" "volný", "svobodný" nebo také "voják").

## Zemědělství
Zhruba 90 % Amharů žije na venkově a své živobytí si zajišťují farmařením, které nejčastěji provozují v etiopských vysočinách. Před Etiopskou revolucí v roce 1974, byli vlastníky půdy tzv. "absentee landlords" (ti jež půdu vlastní a profitují z ní, ale v regionu vůbec nežijí - čili bývalí kolonizátoři), kteří udržovali přísnou kontrolu nad jejich obdělávateli (nájemníky) a nezřídka je nechávali hromadit dluh, jestliže nebyli schopni platit za pronájem. Po revoluci v roce 1974 byli tito páni nahrazeni místními úředníky, kteří přebrali roli starých pánů.
Mezi nejdůležitější zemědělské plodiny patří ječmen, kukuřice, proso, pšenice, sorgo, milička, dále pak také cizrna, fazole a paprika. Ve vysočinách bývá úroda jedenkrát ročně, zatímco v nížinách jedenkrát nebo i dvakrát ročně. Chová se zde skot, ovce a také kozy.

## Náboženství
Dominantním náboženstvím Amharů je již po staletí křesťanství, v čele s Etiopskou ordoxní církví Tewahedo, která hraje hlavní roli v kultuře celé země. Podle cenzu z roku 1994 se 81,5 % obyvatel Amharského regionu (který je tvořen z 91,2 % Amhary) hlásí k etiopské ortodoxní církví, 18,1 % se hlásí k islámu a pouze 0,1 % k protestanům. Etiopská ortodoxní církev udržuje blízké vazby s Egyptskou Koptskou církví. Nejdůležitější svátky v roce jsou Velikonoce a Zjevení páně (Tři Králové), které se vyznačují bohoslužbami, hodováním a tancem.
Sňatky bývají často předem domluvené. V minulosti dívky vstupovali do manželství velmi mladé, okolo 14 let. Ve 20. století byl ovšem přijat zákon minimální hranice pro vstup do manželství, který je stanoven na 18 let. Muži vstupují do manželství okolo 20 let. Běžnější jsou občanské sňatky než sňatky uzavřené v kostele. Po svatbě v kostele již neexistuje možnost rozvodu. Když dojde k narození dítěte, zůstává s ním matka v domě 40 dní, pokud je to chlapec, 80 dní, pokud je to dívka, předtím než se vydají do kostela na křest.

## Umění
Etiopské umění je typické náboženskými malbami. Nejnápadnějším znakem těchto maleb bývají velké oči osob, které obvykle představují biblické postavy.

## Historie
Některý semitský kmen, patrně Agazyanové, založili asi před 2 tisíce lety království Aksum. Toto království se začalo rozšiřovat do míst dnešní Eritrey a severní Etiopie, a časem také do některých částí Jemenu a Súdánu. Amharové zdědili náboženství těchto předků a monarchickou tradici Aksumu, stejně jako Tigriňové (většinové obyvatelstvo dnešní Eritrey). Region, který je dnes známý jako Amharský, byl ve feudální éře složen ještě z dalších provincií z různou mírou autonomie, zahrnující Begemder, Gojjam, Qwaru a Lastu.
Během středověku se jazyk Amharů a Tigriňů začal odlišovat, a Amharští válečníci začali s Tigrini soupeřit o dominanci v království. Mnoho větví panovníků pocházelo z amharsky mluvících oblastí, ovšem značná část také z Tigriňů.
Většina historiků zastává názor, že jsou Amharové vládnoucí skupinou v Etiopii po staletí, reprezentovanou řadou vládců končící Hailem Selassiem. Mnoho komentátorů, zahrnujícího např. Marcuse Lemmu, ovšem polemizuje s těmito stanovisky s argumentem, že jsou zde i další etnika, která byla vždy aktivní v politice této země.
Zdrojem zmatků může být také zařazování všech mluvčích amharštiny mezi Amhary. Faktem je, že většina Etiopanů má předky z rozmanitých etnických skupin a mnoho obyvatel nejrůznějších etnik má amharská jména. Rozšíření používání amharského jazyka má za následek, že se stal jazykem dvora a postupně se začal používat mezi různými etnickými skupinami, které bývají dnes zařazovány mezi Amhary bez ohledu na jejich etnický původ.